# Mina de Naica

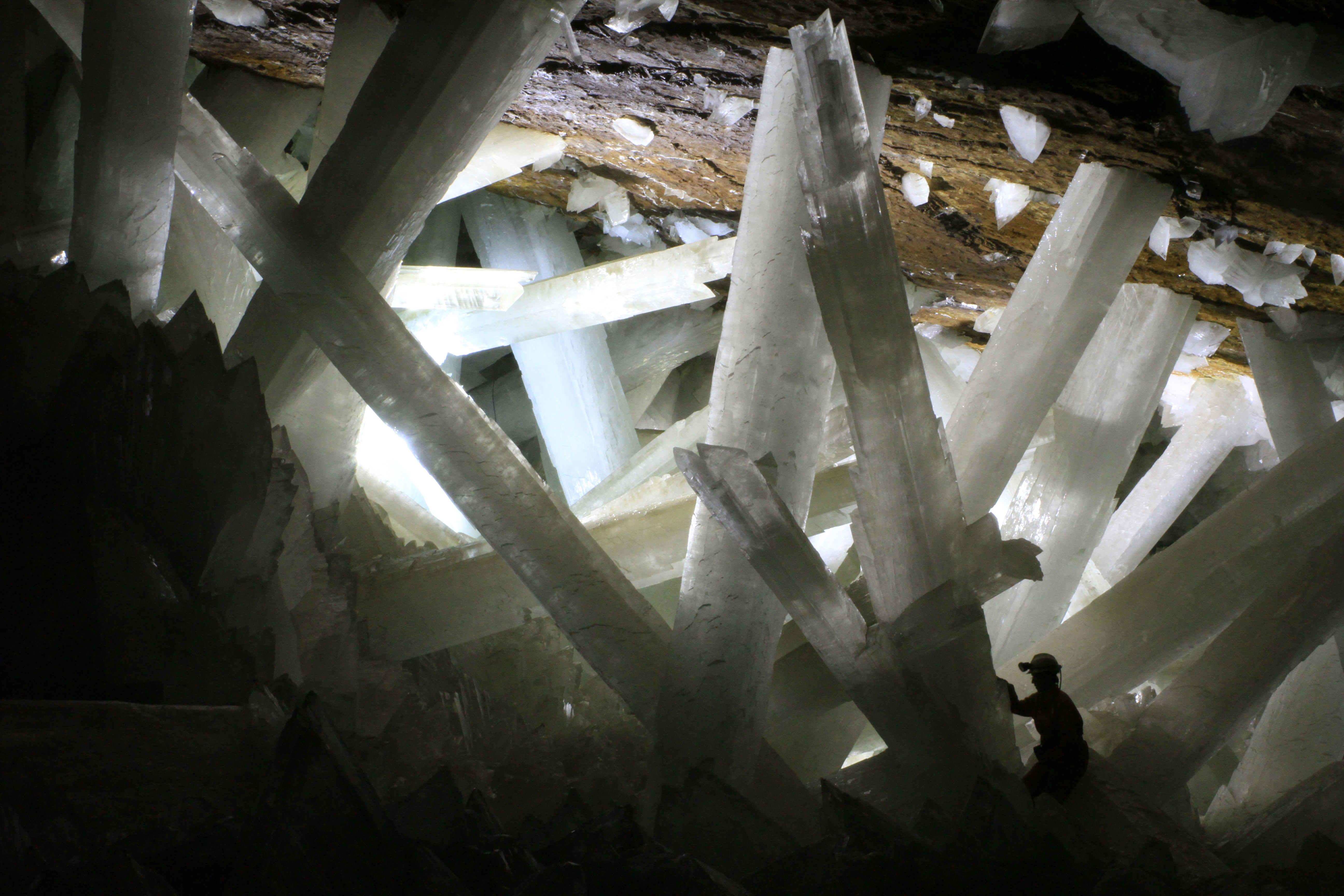
Cristalls de la mina de Naica (la figura humana permet copsar-ne les dimensions).

La mina de Naica és una mina en explotació de plom i plata que es troba a la població de Naica, municipi de Saucillo, a l'estat de Chihuahua, Mèxic.
La mina de Naica és coneguda internacionalment perquè s'hi troben els cristalls de guix més grans que es coneixen. En altres llocs del món també es troben cristalls grans de guix com a Pulpí i Sorbas (Almeria), i la mina de Debar (Macedonia), però la seva mida és menor que els de Naica. Els cristalls gegants de guix de Naica es troben en una cavitat natural al nivell -290 m de la mina, i poden arribar als 11 metres de llargada, al metre d'amplada i pesar més de 50 tones. La temperatura de la cavitat, superior als 45 °C i la humitat per sobre del 70%, fa que, com en les saunes, sigui necessari limitar el temps d'estada. La bellesa i singularitat del conjunt de cristalls de selenita, fa de Naica un lloc excepcional que cal preservar.

## Descobriment de la cova
La cueva de los Cristales fou descoberta el mes d'abril del 2000, pels germans Eloy i Javier Delgado, miners que realitzaven treballs d'exploració a l'interior de la mina. Es tracta d'una cavitat d'uns 35 m de llarg per 20 d'ample i amb una alçada de 8 metres. A la mateixa profunditat, s'han trobat altres cavitats, sempre més petites, però també amb grans cristalls.
Noranta anys abans, l'any 1910, al nivell -120 de la mina, també s'havia trobat una cavitat amb cristalls de guix, que va rebre el nom de cueva de las Espadas. El nombre de cristalls en aquesta cavitat allargassada i estreta és molt més elevat i la seva mida és menor que la dels de la cova dels cristalls; els més grans arriben al metre de llargada.

## Formació dels cristalls

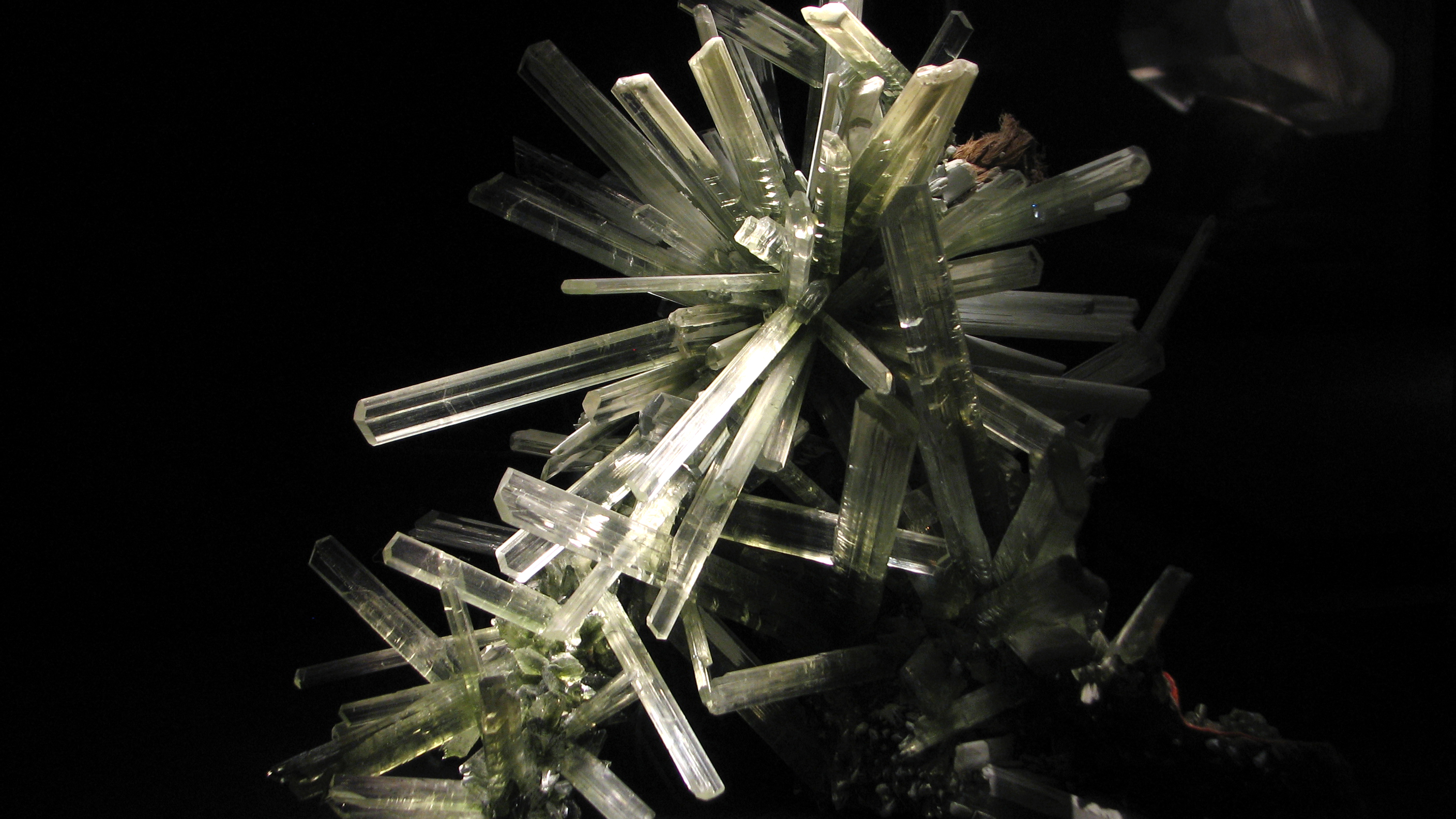
Cristalls de selenita de la mina de Naica (a una escala desconeguda)

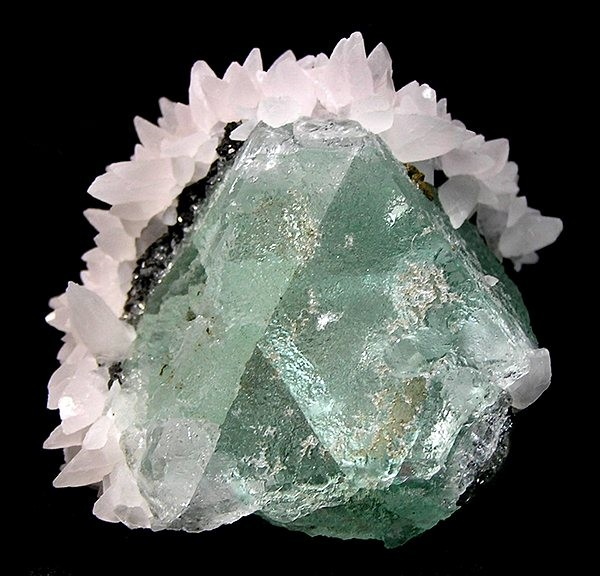
Fluorita verda emmarcada amb calcita, extretes de la mina de Naica. Mida: 5,5 x 5,1 x 4,4 cm

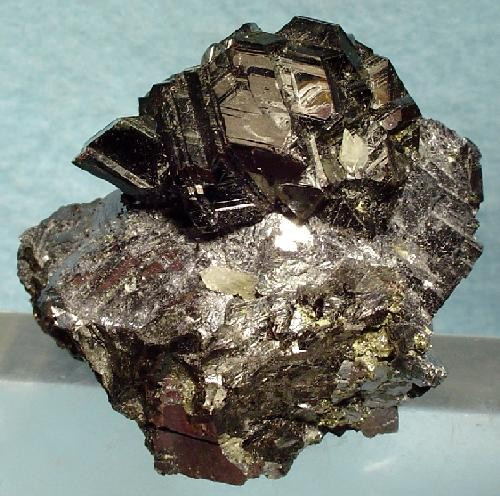
Espècimen d'esfalerita i galena de la mina de Naica. Mida: 4,7 x 3,6 x 2,6 cm

Naica està situada en una antiga falla geològica, i una cambra magmàtica escalfa la gruta, per això les aigües subterrànies (a uns 50 °C) queden saturades de minerals, com el calci i el sofre, i aquestes condicions extremes explicarien la formació dels cristalls gegants.
S'estima que la formació dels cristalls de guix va començar cap a uns 600.000 anys enrere, i es va interrompre fa uns 30 anys, quan per explotar aquesta mina, es va extreure, mitjançant bombes hidràuliques, l'aigua (1.000 litres d'aigua per segon a 56 °C). Una vegada que s'aturi l'explotació minera, la formació dels cristalls continuarà i la galeria tornarà a estar inundada per l'aigua. S'estima que aquests cristalls creixen a la taxa del gruix d'un cabell cada segle.

## Exploració i recerca científica
La gruta té la forma d'una ferradura per a cavalls. Els investigadors necessiten un equip especial per a resistir la calor i l'alta humitat, que inclou una careta i refrigeració, ja que l'aire calent saturat es condensaria en els pulmons. Aquest equip permet inspeccionar la cova durant uns 50 minuts.